# 목포북교초등학교 오층석탑
목포북교초등학교 오층석탑은 전라남도 목포시 북교동에 있다. 2012년 5월 21일 목포시의 문화유산 제12호로 지정되었다.

## 개요
목포 북교초등학교 본관 건물 뒤편 교정 내에 자리하고 있다. 목포북교초등학교는 1897년 무안읍 향교 양사재를 토대로 ‘무안공립소학교’로 창설 개교했고, 1901년에 목포의 현 위치로 교사를 이전하였다. 본관 뒤뜰에 자리하고 있는 5층 석탑은 조성연대와 유래는 명확하지 않으나 학교의 역사 이상으로 오래된 문화유적으로 보인다.

## 같이 보기
- 목포북교초등학교